# (12834) Bomben
(12834) Bomben (1997 CB13) – planetoida z grupy pasa głównego asteroid okrążająca Słońce w ciągu 3 lat i 79 dni w średniej odległości 2,18 j.a. Została odkryta 4 lutego 1997 roku.